# Oshamanbe
Oshamambe (長万部町?) è una cittadina giapponese della prefettura di Hokkaidō.